# Роменський пересувний робітничо-селянський театр
Роменський пересувний робітничо-селянський театр імені Ганни Затиркевич-Карпинської — напівпрофесійний театральний колектив, що діяв у округовому центрі місті Ромни у період 1925—1930 років.

## Історія та творчий склад
Театральний колектив було засновано в Ромнах у грудні 1925 року. Від 1926 року театр носив ім'я Г. П. Затиркевич-Карпинської. У 1930 припинив свою діяльність.
Відновлював свою роботу театр в роки німецько-радянської війни після звільнення від комуністів та в перші після воєнні роки (1941—1946 роки).
У 1947 році переведений у Єнакієве — відомий у цей час як Єнакіївський український драматичний театр. У 1948 році об'єднаний з Артемівським драмтеатром.

## Творчий склад
У театрі працювали:
- головний режисер — Іван Кавалерідзе; режисери: Микола Богданович[3], Марко Петлішенко, Олексій Ходимчук, Юрій Григоренко;
- актори: Василь Яременко[3], Іван Бровченко, Ірина Воликівська, Є. Твердохліб, Єлизавета Хуторна, Степан Шкурат, К. Богданович, В. Горбенко, Клавдія Кермель, Н. Омельченко, О. Семененко;
- диригент Андрій Воликівський.

## Репертуар
У репертуарі театру були вистави:
- «Гайдамаки» (в інсценізації Леся Курбаса), «Назар Стодоля»[3] за Тарасом Шевченком;
- «Розумний і дурень» Івана Карпенка-Карого[3];
- «Запорожець за Дунаєм» Семена Гулака-Артемовського[3];
- «Дай серцю волю, заведе в неволю», «Невольник» Марка Кропивницького[3];
- «За двома зайцями», «Зимовий вечір»[3] Михайла Старицького;
- «Земля» Спиридона Черкасенка[3];
- «У пущі», «Лісова пісня» Лесі Українки;
- «Катерина» Миколи Аркаса;
- «Не співайте, півні» Степана Васильченка;
- «97», «Комуна в степах» Миколи Куліша;
- «Родина щіткарів» Мирослава Ірчана;
- «Рожеве павутиння» Якова Мамонтова;
- «Ревізор» Миколи Гоголя;
- «Влада темряви» Льва Толстого;
- «Овеча криниця» Лопе де Вега;
- «Розбійники» Фрідріха Шиллера.